# 貝達爾·巴克特
貝達爾·巴克特（英語：Bedaar Bakht，1920年12月21日—1980年），是最後一位無爭議的莫卧儿帝国皇族帖木兒家族的族長。

## 生平
貝達爾·巴克特，1920年12月21日出生。1921年巴克特的父親賈姆希德·巴克特去世後，英國政府停止發放莫臥兒帝國皇室撫恤金，轉而給予貝達爾每月16英鎊的小額津貼。兩年後，貝達爾·巴克特的叔叔帶著巴克特和巴克特的妹妹奧瑪律·阿拉·貝古姆到德里，要求政府恢復養老金，但英國情報部門逮捕了巴克特的叔叔，並提出其不前去會見國會領袖或透露巴克特的身份的釋放條件，巴克特的叔叔被迫接受條件換取釋放機會。在當地穆斯林領袖赫瓦賈·哈桑·尼扎米的建議下，巴克特叔叔帶著他和他的妹妹來到加爾各答，搬進了歷史悠久的沙希伊瑪目巴拉。從那時起，巴克特便開始從英國政府獲取50英鎊的撫恤金，直到印度獲得獨立後，政府每月改向巴克特發放400英鎊的撫恤金。但對於巴克特來說，這筆款項幾乎不足以支撐他的妻子和孩子。他一生沉淪在抑鬱中，偶爾以創作詩歌為樂。
巴克特於1980年去世，且並未留下任何男性子嗣，帖木兒家族的族長位歸屬問題也自此開始陷入爭議中。目前在仍然在世的帖木兒家族後裔中，最著名的則為雅各布·齊奧丁·圖西（英語：Yaqoob Ziauddin Tucy）。